# Aeroportul Municipal Lewistown
Aeroportul Municipal Lewistown (IATA: LWT, ICAO: KLWT, FAA LID: LWT) este un aeroport din Montana, Statele Unite ale Americii ce deservește zona Lewistown⁠(d). Aeroportul a fost tranzitat în 2019 de 6 pasageri. A fost numit după zona deservită.
Situat la o altitudine de 1.271 m, aeroportul dispune de 3 piste.

## Infrastructură

### Piste
Aeroportul dispune de 3 piste: 
- pista 03/21 din asfalt, cu dimensiunile 5.600 picioare × 101 picioare
- pista 08/26 din asfalt, cu dimensiunile 6.100 picioare × 100 picioare
- pista 13/31 din asfalt, cu dimensiunile 4.102 picioare × 62 picioare